# Paul Alivisatos
Armand Paul Alivisatos (Chicago, 12 de novembro de 1959) é um químico estadunidense, de ascendentes gregos. É um pioneiro no desenvolvimento de nanomateriais, autoridade internacionalmente reconhecida na fabricação de nanocristais e seu uso em aplicações de biomedicina e energia renovável. Classificado em quinto lugar entre os 100 químicos de destaque mundial em lista publicada pela Thomson Reuters. Em 2009, foi nomeado diretor do Laboratório Nacional Lawrence Berkeley e em 2014 foi laureado com a Medalha Nacional de Ciências.

## Prêmios e honrarias
- Prêmio Presidencial Jovem Investigador 1991-1995;
- Prêmio Ernest Orlando Lawrence, 2006;[7]
- Prêmio Linus Pauling, 2010;[8]
- Prêmio Wolf de Química, 2012;[9]
- National Medal of Science, 2014.[5][10]
- Prêmio Dan David Futuro, 2016.[11]
- Prêmio em Ciências Químicas NAS, 2017;[12]

## Publicações selecionadas
- Alivisatos, A.P. Semiconductor clusters, nanocrystals, and quantum dots. Science 1996, 271, (5251), 933-937.
- Hu, J. T.; Li, L. S.; Yang, W. D.; Manna, L.; Wang, L. W.; Alivisatos, A.P. Science 2001, 292, (5524), 2060-2063.
- Alivisatos, A.P. Less is more in medicine. Scientific American 2001, 285, (3), 66-73.
- Huynh, W. U.; Dittmer, J. J.; Alivisatos, A.P. Hybrid nanorod-polymer solar cells. Science 2002, 295, (5564), 2425-2427.
- Gur, I.; Fromer, N. A.; Geier, M. L.; Alivisatos, A.P. Air-Stable All-Inorganic Nanocrystal Solar Cells Processed from Solution. Science 2005, 310, (5747), 462-465.

For a full list of publications, see http://chem.berkeley.edu/faculty/alivisatos/